# Ochsenbach (Kirbach)
Der Ochsenbach ist ein 3,3 km langer, linker bzw. nördlicher Nebenfluss des Kirbachs im baden-württembergischen Landkreis Ludwigsburg. Der Bach fließt auf seiner gesamten Länge im Gemeindegebiet von Sachsenheim. 

## Geographie

### Verlauf
Der Bach entspringt etwa zwei Kilometer nordnordwestlich vom gleichnamigen Sachsenheimer Ortsteil Ochsenbach an der Südflanke des Strombergs auf einer Höhe von 381 m ü. NHN. Der in südsüdöstliche bis südliche Richtungen abfließende Bach erreicht nach einer Fließstrecke von etwa zwei Kilometern den westlichen Ortsrand von Ochsenbach. Auf den nächsten rund 800 m Fließstrecke reicht die Bebauung von Ochsenbach bis an den Bach. Etwa 300 m weiter südlich mündet der Ochsenbach auf 257 m ü. NHN in den Kirbach. Bei einem Höhenunterschied von 124 m beträgt das mittlere Sohlgefälle 37,6 ‰.

### Einzugsgebiet
Der Ochsenbach hat ein 2,572 km² großen Einzugsgebiet, welches über Kirbach, Metter, Enz, Neckar und Rhein zur Nordsee entwässert. Es grenzt im Norden an die Gebiete der Zaberzuflüsse Rodbach und Flügelaubachs. Im Westen grenzt das Einzugsgebiet an das nicht näher ausgewiesene Gebiet des Heimentälesbachs, in Osten an das des Tannenbrunnenbächles, beides Zuflüsse des Kirbachs.